# Guerre des camps
Guerre du Liban
La guerre des camps est un épisode de la Guerre du Liban.

## Description
De mai 1985 à février 1987, la milice Amal, appuyée par la Syrie, entreprend d'éradiquer l'organisation de l'OLP du Liban : les camps de Sabra, Chatila et Bordj el Barajneh sont assiégés, bombardés, privés de nourriture et de médicaments. « Les terroristes arabes poursuivent l’œuvre de Sharon », déclare Yasser Arafat. Plusieurs membres d'Amal, désapprouvant cette guerre inter-arabe, quittent cette organisation pour passer au Hezbollah. La « guerre des camps » fait plusieurs milliers de morts palestiniens et libanais, Sabra est totalement détruit, Chatila à 85 %, Bordj el Barajneh à 50 %. En juin-juillet 1988, des groupes palestiniens dissidents, appuyés par la Syrie, achèvent de déloger l'OLP de Chatila et Bordj el Barajneh.